# Landesverband der Jüdischen Gemeinden von Schleswig-Holstein
Der Landesverband der Jüdischen Gemeinden von Schleswig-Holstein K.d.ö.R. ist ein Zusammenschluss von jüdischen Gemeinden in Schleswig-Holstein und Ansprechpartner der Landesregierung und Landesinstitutionen in Schleswig-Holstein für Fragen der jüdischen Religionsausübung. Der Verband ist Mitglied des Zentralrats der Juden in Deutschland und der World Union for Progressive Judaism.
Mitglieder beim Landesverband der Jüdischen Gemeinden von Schleswig-Holstein sind die Jüdischen Gemeinden Bad Segeberg, Pinneberg, Ahrensburg-Stormarn, Elmshorn, Lübeck und Kiel.
Der Landesverband mit Sitz in Bad Segeberg ist der kleinste der im Zentralrat zusammengeschlossenen Verbände. Seine Mitgliedsgemeinden wurden allesamt erst nach 1989 gegründet. Vorsitzender ist Walter Blender.

## Geschichte
1912 wurde nach dem Vorbild der preußischen Provinzialverbände der Verband Jüdischer Gemeinden von Schleswig-Holstein in Kiel gegründet. Der Zweck des Verbands bestand darin, die gemeinsamen Interessen der Verbandsgemeinden zu fördern. Der Verband sollte die Verbandsgemeinden gegenüber Behörden vertreten und Streitigkeiten schlichten. Weiterhin sollte auch die Armenpflege geregelt werden. Ärmeren Mitgliedsgemeinden wurde bei der Aufrechterhaltung des Gottesdienstes, Religionsunterrichtes und der rituellen Schlachtung geholfen.
1925 erfolgte eine Neugründung des Verbandes unter Beteiligung aller jüdischen Gemeinden in Altona. Da die meisten dieser Gemeinden arm waren, suchte der Verband Wege zur finanziellen Konsolidierung. Deswegen erweiterte sich der Verband über die Grenzen der Region hinaus. Dies erfolgte mit dem Anschluss von Hamburg, Bremen, Lübeck, Oldenburg und Stade. Schließlich nannte er sich Verband der Jüdischen Gemeinden Schleswig-Holsteins und der Hansestädte.
Letzte Organisation war der Verband der Jüdischen Gemeinschaft von Schleswig-Holstein, der 1968 aufgelöst wurde. Grund dafür war die zu geringe Mitgliederzahl.
Der Landesverband der Jüdischen Gemeinden von Schleswig-Holstein wurde 2002 gegründet und war damit nach der Auflösung des Nachkriegsverbandes der erste neugegründete jüdische Verband in Schleswig-Holstein; ihm schlossen sich einige jüdische Gemeinden an, die zuvor zur Jüdischen Gemeinde Hamburg gehört hatten.
Am 25. Januar 2005 wurde in Kiel der Staatsvertrag zwischen dem Land Schleswig-Holstein und dem Landesverband der Jüdischen Gemeinden von Schleswig-Holstein unterzeichnet und am 11. März 2005 erhielt der Landesverband die Körperschaftsrechte.
Der Zentralrat der Juden in Deutschland nahm in seiner Ratsversammlung vom 20. November 2005 in Düsseldorf den Landesverband der jüdischen Gemeinden von Schleswig-Holstein auf. 2019 hatte der Landesverband nach Angaben der Zentralwohlfahrtsstelle der Juden in Deutschland 582 Mitglieder.